# El valle interior
El valle interior es el tercer y último álbum de estudio de la banda de rock argentina Almendra y el décimo tercero con participación decisiva de Luis Alberto Spinetta. Fue grabado en Hollywood, California, Estados Unidos, en noviembre de 1980 y lanzado en el mes de diciembre de ese mismo año. La presentación del disco se realizó en el Estadio Obras Sanitarias, los días 5 y 6 de diciembre de 1980, dichas funciones repletas de espectadores. El disco estuvo descatalogado desde 1995 siendo reeditado nuevamente en 2018.

## El álbum
Los integrantes de Almendra en general han dicho que el álbum no tuvo el resultado y la repercusión que esperaban. Sin embargo el disco muestra el crecimiento y la madurez musical que habían tenido en una década. El álbum tiene además temas sobresalientes como "El fantasma de la buena suerte", uno de los favoritos de Spinetta, "Amidama", "Miguelito, mi espíritu ha partido a tiempo" y "Buen día, día de sol", así como destacables canciones de Emilio del Guercio: "Las cosas para hacer" y "Cielo fuerte (amor guaraní)".
El disco fue presentado en una gira por 32 ciudades, la primera gran gira de una banda argentina, que comenzó en Obras los días 6 y 7 de diciembre y terminó el 15 de febrero de 1981 en el festival cordobés de la ciudad de La Falda. Luego de eso la banda se separó, nuevamente afectada por problemas personales, sobre todo entre Spinetta y Molinari.
La convocatoria masiva juvenil en respuesta al regreso de Almendra abrió las puertas a recitales cada vez más masivos de rock durante la dictadura, que estallarían luego de la Guerra de Malvinas, en 1982.

## Portada
La portada del álbum es un dibujo de Eduardo Santellán, dibujante e historietista de revistas como El Expreso Imaginario, El Péndulo, Mutantia, Skorpio y Fierro, quien también realizaría la tapa del álbum Bajo Belgrano. Años después Spinetta preparía un libro de poemas ilustrados por Santellán, que quedaría inconcluso a causa de la muerte del dibujante en 2011. Parte de este libro fue expuesto y publicado en el catálogo, durante la exposición "Spinetta: los libros de la buena memoria", realizada por la Biblioteca Nacional en octubre de 2012.
El dibujo es una representación de la vista frontal del histórico Gran Hotel Villavicencio, en la provincia de Mendoza, una imagen tradicional y familiar de la cultura popular argentina debido a que es la adoptada para su etiqueta por la conocida marca de agua mineral Villavicencio. Se trató de una idea de Emilio del Guercio, que pretendía recurrir a una imagen cotidiana para los argentinos. Incluso la tipografía del título del álbum, El Valle Interior, imita la de la antigua etiqueta del tradicional producto (realizada por Raúl Muggiati, creador de innumerables piezas tipográficas a lo largo de su extensa carrera).

## Lista de temas
Los temas pertenecen a Luis Alberto Spinetta, salvo donde se indica.
Lado A
1. Las cosas para hacer (Del Guercio) - 6.35
2. Amidama - 3:24
3. Miguelito, mi espíritu ha partido a tiempo - 8:43

Lado B
1. Espejada - 2:03
2. Cielo fuerte (amor guaraní) (Del Guercio) - 4:40
3. El fantasma de la buena suerte  - 6:42
4. Buen día, día de sol - 4:41

## Personal
- Luis Alberto Spinetta: Guitarra, voz, coros.
- Emilio del Guercio: Bajo, voz, coros.
- Edelmiro Molinari: Guitarras.
- Rodolfo García: Batería, percusión, coros.